# Zarańsko
Zarańsko (niem. Sarranzig; Grafensteinfels) – wieś sołecka w Polsce położona w województwie zachodniopomorskim, w powiecie drawskim, w gminie Drawsko Pomorskie. W latach 1975–1998 miejscowość administracyjnie należała do województwa koszalińskiego. W 2007 wieś liczyła 622 mieszkańców.
Wieś wchodząca w skład sołectwa Roztoki.

## Geografia
Wieś leży ok. 4 km na północny wschód od Drawska Pomorskiego, nad jeziorem Zarańskie, na skrzyżowaniu dwóch dróg wojewódzkich: nr 162 i nr 173.

## Historia
Na wyspie jeziora Zarańskie, w 2003 archeolodzy pracujący pod kierunkiem dr Ryszarda Kaźmierczaka odkryli na wyspie miejsce kultu religii niechrześcijańskiej. Rok później, w położonym o kilka kilometrów dalej jeziorze Gągnowo, natrafiono na fragmenty dwóch mostów łączących stały ląd z grodziskiem na wyspie na tym jeziorze, a wokół wiele zatopionych przedmiotów. Na podstawie badań dendrochronologicznych ustalono, że jeden z mostów wybudowany został 700 lat p.n.e.
Z Zarańska pochodzi znany w Wielkopolsce trener Janusz Miedziocha. Wychowawca wielu młodych adeptów sztuk i sportów walki. Założyciel Klubu Sportowego KS Wielkopolanin Poznań.

## Zabytki
Do wojewódzkiego rejestru zabytków wpisany jest:
- park pałacowy z drugiej połowy XIX wieku, pozostałość po pałacu

inne obiekty:
- kościół parafialny pw. św. Stanisława, rzymskokatolicki należący do dekanatu Drawsko Pomorskie, diecezji koszalińsko-kołobrzeskiej, metropolii szczecińsko-kamieńskiej. Budowla wzniesiona na planie prostokąta z ciosanych głazów narzutowych, orientowana, bez wieży. Obok kościoła znajdują się resztki drewnianej dzwonnicy wraz z dzwonem.
- pozostałości po dawnym, przedwojennym cmentarzu zobaczyć można tuż za wsią, przy drodze wojewódzkiej nr 173. Niektóre z zachowanych płyt nagrobnych pamiętają czasy I wojny światowej. Cmentarz znajduje się na obszarze zadrzewionym w kształcie trójkąta[potrzebny przypis].

## Edukacja
W Zarańsku znajdowała się szkoła podstawowa – zamknięta w roku 2012. 

## Komunikacja
W Zarańsku kończy się droga wojewódzka nr 162, która początek bierze w Rościęcinie.